# 조선총독부 농상공부
조선총독부 농상공부(朝鮮總督府 農商工部)는 조선총독부가 설치한 행정 조직이다.

## 연혁
1905년에 한국통감부가 설치되면서 총무부(總務部), 경무부(警務部)와 함께 농상공부(장은 농상공무총장)가 설치되었다. 통감부 농상공부에는 상공과(商工課), 농무과(農務課), 수산과(水産課), 광무과(鑛務課), 산림과(山林課)의 5과가 설치되었다. 1907년 10월 1일에는 삼림 사무를 담당하는 독립 관청으로서 영림창(營林廠)이 신설되었다. 1910년 10월 1일 한일 병합 조약이 체결되어 조선총독부가 설치되면서 농상공부(농상공부장관)가 설치되었다. 농상공부에는 서무과(庶務課)와 식산국(殖産局), 상공국(商工局)의 2국이 설치되었다. 1912년 4월 1일에 농상공부의 2국은 개편되어 식산국과 농림국(農林局)이 되었다. 1915년 4월에는 기구 간소화의 목적으로 식산국과 농림국은 폐지되어 각 과의 사무를 농상공부장관이 직접 지휘하게 되었다. 1919년 8월 20일의 관제 개정에 의해서 농상공부는 폐지되었고 업무는 총독 직속의 국이 된 식산국과 농림국에 계승되었다.

## 역대 장관

### 농상공무총장
| 이름          | 한자표기    | 취임             | 퇴임            | 비고 |
| ------------- | ----------- | ---------------- | --------------- | ---- |
| 기우치 주시로 | 木内 重四郎 | 1905년 12월 21일 | 1907년 8월 20일 |      |

### 농상공부장관
| 이름            | 한자표기    | 취임             | 퇴임             | 비고          |
| --------------- | ----------- | ---------------- | ---------------- | ------------- |
| 기우치 주시로   | 木内 重四郎 | 1910년 10월 1일  | 1911년 7월 28일  |               |
| 이시즈카 에이조 | 石塚 英蔵   | 1912년 4월 1일   | 1916년 10월 20일 |               |
| 오하라 신조     | 小原 新三   | 1916년 10월 28일 | 1919년 8월 20일  | 농상공부 폐지 |

## 참고 문헌
- 조선총독부 편, 《시정 30년사》(施政三十年史), 조선총독부, 1940년.
- 조선총독부 편, 《조선사정 쇼와 17년도판》(朝鮮事情 昭和十七年度版), 조선총독부, 1941년.
- 전전기관료제연구회 편, 《전전기일본관료제의 제도·조직·인사》(戰前期日本官僚制の制度·組織·人事), 도쿄대학교출판회, 1981년.

## 같이 보기
- 조선총독부
- 아사카와 다쿠미